# Lipscomb (Alabama)
Lipscomb és una població dels Estats Units a l'estat d'Alabama. Segons el cens del 2000 tenia 2.458 habitants.

## Demografia
Segons el cens del 2000, Lipscomb tenia 2.458 habitants, 901 habitatges, i 634 famílies. La densitat de població era de 832,5 habitants/km².
Dels 901 habitatges en un 35,1% hi vivien nens de menys de 18 anys, en un 41,4% hi vivien parelles casades, en un 23,4% dones solteres, i en un 29,6% no eren unitats familiars. En el 26,4% dels habitatges hi vivien persones soles el 9,8% de les quals corresponia a persones de 65 anys o més que vivien soles. El nombre mitjà de persones vivint en cada habitatge era de 2,73 i el nombre mitjà de persones que vivien en cada família era de 3,35.
Per edats la població es repartia de la següent manera: un 30,1% tenia menys de 18 anys, un 8,5% entre 18 i 24, un 29,9% entre 25 i 44, un 21% de 45 a 60 i un 10,5% 65 anys o més.
L'edat mitjana era de 33 anys. Per cada 100 dones hi havia 96,6 homes. Per cada 100 dones de 18 o més anys hi havia 86,2 homes.
La renda mitjana per habitatge era de 30.865 $ i la renda mitjana per família de 35.556 $. Els homes tenien una renda mitjana de 26.908 $ mentre que les dones 21.150 $. La renda per capita de la població era de 13.582 $. Aproximadament el 15,9% de les famílies i el 16,2% de la població estaven per davall del llindar de pobresa.

## Poblacions properes
El següent diagrama mostra les poblacions més properes.